# الشباب الرياضي حمى لولو
الشباب الرياضي حمى لولو
، هو نادي كرة قدم جزائري هاوي، تأسس سنة "1991" في حي حمى لولو (لاسيتي) بمدينة سوق أهراس رمز الفربق (CSHL)، الأسم (بالفرنسية: CS HAMMA LOULOU)‏ الناشط في الرابطة الجهوية الأولى لكرة القدمعنابة ويعتبر ثاني أكبر النوادي في المدينة، يعتبر ملعب «عرعار عبد الرحمان» ملعبه الرئيسي، معروف باللونين الأحمر والأبيض ويُكنّى بنادي «لاسيتي».

## تاريخ
أول مقابلة في تاريخ النادي كانت مع فريق بلدية الزوابي حيث انهزم فيها الأكابر، وفوز الاواسط بهدفين مقابل صفر من تسجيل «سفيان زرنيخ» و«عبابسية محمد الصالح» المدعو «حماصة».
وأول رئيس هو السيد «بن تومي» وأول مدرب «كمال ذويبات» وللاواسط «كمال مهري» والاشبال والاصاغر «عمار مهري».

## ألوان النادي
هي الابيض الأحمر و (الأخضر) نسبة إلى ألوان عمارات الحي «حي أحمد لولو»، وصاحب الفضل يعود إلى السيد «رزقي نور الدين» الذي اقترح الألوان وتمت الموافقة من طرف الجمعية.

### طقم النادي
| الطقم التاريخي للنادي والذي ارتداه أول مرة سنة 1991. |

## فريق الأكابر
تشكيلة الأكابر فريق حمى لولو التي لعبت أول لقاء في تاريخ النادي ضد (نادي الزوابي) سنة 1991:
حارس مرمى: توفيق دلاجي
الدفاع: رشيد عيروق الطاهر تميمي نورالدين ولد بداي عبش الوسط: نورالدين كحلة خميسي اللاك مقداد مهرى مالك بولبده فتحى مهرى سمير حفصي.

## فريق الاواسط
تشكيلة الاواسط فريق حمة لولو التي لعبت أول لقاء في تاريخ النادي ضد (نادي الزوابي) سنة 1991:
1- علي الصانغا، 2- لعلايبية عبد القادر، 3- ذويبات ياسين، 4-غربي رضا، 5-ضمبري محمد، 6- جوامع ياسين، 7-...........؟، 8-حكيم هريسة، 9-زرنيخ سفيان، 10-جمال ياسين (قرطس)، 11-عبابسية محمد الصالح (حماصة).
المدرب: مهري كمال
النتيجة: (2-0) من تسجيل سفيان زرنيخ وعبابسية محمد الصالح المدعو (حماصة).

## أحسن النتائج
- دور النضف النهائي كاس الجمهورية ضد مولودية الجزائر سنة 1992

## ملعب عرعار عبد الرحمان
ملعب بلدي يقع في حي حمى لولو يطلق عليه أسم المجاهد (عرعار عبد الرحمان) عشب أصطناعي مدرجات صغيرة، به غرفة تغير الملابس، أدارة «الشباب الرياضي حمى لولو».

## رموز النادي

### الشعار
تغير الشعار عدة مرات من حيث الشكل العام، لكن حافظ دائما على رموزه الأساسية المتمثلة في اللونين الأحمر والأبيض.

### قميص النادي
- الزي الرسمي القميص (تريكو) أحمر المخطط طولاً (المخطط عمودياً) بالابيض

البَنْطلون (الشورت): أحمر
- الزي الاحتياطي الأول

القميص (تريكو): أبيض البَنْطلون (الشورت): أبيض
- الزي الاحتياطي الثاني

القميص (تريكو) أزرق
البنطلون (الشورت): أزرق

## فريق الأمال (الفريق الرديف)
وهو النادي الرديف تحت 21 سنة U19، ويعتبر هذا الفريق نقطة الانطلاق الاخيرة للاعبين الشباب الواعدين قبل أن تتم ترقيتهم إلى الفريق الرئيسي للنادي.

## فريق الناشئين
لاعبين اعمارهم تقل عن 10 سنوات.

## فرق أخرى
يملك النادي فرق أخرى لكرة القدم في فئة: U15,U17,U19 تشارك في الرابطات المختلفة بصفة منتظمة.

## الرياضات الأخرى
يضم النادي الوفاق فرق لرياضات أخرى بجانب كرة القدم، مثل فرق: كرة القدم داخل الصالات، كرة اليد.